# Darè
Darè (deutsch veraltet: Ardey) ist eine Fraktion der italienischen Gemeinde (comune) Porte di Rendena und war bis 2015 eine eigenständige Gemeinde in der Provinz Trient, Region Trentino-Südtirol.

## Geographie
Darè liegt in den Inneren Judikarien im Val Rendena an der Sarca etwa 39,5 Kilometer nordnordwestlich von Trient auf einer Höhe von 600 m s.l.m.

## Geschichte
Am 1. Januar 2016 schlossen sich die Gemeinden Darè, Vigo Rendena und Villa Rendena zur neuen Gemeinde Porte di Rendena zusammen. Die Gemeinde Darè hatte am 31. Dezember 2015 282 Einwohner auf einer Fläche von 1,2 km². Nachbargemeinden waren Montagne, Vigo Rendena und Villa Rendena. Sie gehörte zur Talgemeinschaft Comunità delle Giudicarie. 

## Verkehr
Durch das ehemalige Gemeindegebiet führt die Strada Statale 239 di Campiglio von Dimaro im Norden über Villa Rendena nach Tione di Trento.